# Bryansk
Bryansk (tiếng Nga: Брянск) là một thành phố ở Nga, nằm cách 379 km (235 dặm) về phía tây nam Moskva. Đây là trung tâm hành chính của tỉnh Bryansk. Dân số: 431.526 (2002).

## Liên kết
- (tiếng Nga) Official website of the city
- (tiếng Nga) Bryansk24 - Main website of the city Lưu trữ ngày 12 tháng 12 năm 2016 tại Wayback Machine
- (tiếng Nga) History of Bryansk on the website of the regional administration Lưu trữ ngày 1 tháng 12 năm 2006 tại Wayback Machine
- (tiếng Nga) Unecha - towns in Bryansk Oblast[liên kết hỏng]
- (tiếng Anh) Google Maps Satellite Image